# دكتور ماريو ميركل كور
دكتور ماريو ميركل كور (بالإنجليزية: Dr. Mario: Miracle Cure)‏ ، هي لعبة فيديو إلكترونية من نوع ألغاز، أنتجت شركة نينتندو اليابانية سنة 2015م، وتهدف اللعبة بأن ينقذ ماريو المريض عن طريق قذف الأدوية الملونة للقضاء على الفيروسات، فمثلاً الفيروس لونه أحمر يقتل عن طريق 3 أقراص حمراء.